# Delegazione per le relazioni con il Parlamento francese (Svizzera)
La Delegazione per le relazioni con il Parlamento francese Del-F (in tedesco Delegation für die Beziehungen zum Französischen Parlament Del-F, in francese Délégation pour les relations avec le Parlement français Dél‑F, in romancio Delegaziun per las relaziuns cun il parlament franzos Del-F) è una delegazione dell'Assemblea federale della Confederazione elvetica che si occupa delle relazioni con il parlamento della Repubblica francese. È composta da 10 membri, di cui un presidente e un vicepresidente.

## Funzione
I membri della delegazione si incontrano regolarmente con i loro corrispettivi francesi del Groupe d'amitié France-Suisse per l'Assemblea nazionale e del groupe France-Suisse per il Senato per discutere di questioni comuni di livello regionale, nazionale, e internazionale. Le delegazioni organizzano due visite di lavoro all'estero per legislatura e due incontri nel proprio paese, oltre che a visite a aziende o incontri con rappresentanti del mondo economico, scientifico e civile.
Almeno una volta per legislatura la delegazione presenta al parlamento un rapporto dell'attività svolta, e almeno una volta all'anno si svolge una conferenza di coordinamento cui partecipano sia il presidente della delegazione sia quelli delle commissioni della politica estera.